# Ppi
ppi (ang. pixels per inch) – liczba pikseli przypadająca na cal długości. Jednostka stosowana do określania rozdzielczości obrazów cyfrowych.
Przy określaniu rozdzielczości obrazów często zamiast jednostki ppi mylnie używa się określenia dpi (ang. dots per inch – punktów na cal), które odnosi się do rozdzielczości urządzeń drukujących lub naświetlających. Tymczasem są to dwie różne jednostki – zdjęcie o rozdzielczości 72 ppi można wydrukować na drukarce atramentowej w rozdzielczości 600 dpi – co w dużym uproszczeniu oznacza, że każdy piksel obrazu będzie na wydruku reprezentowany przez co najmniej 64 punkty, lecz w rzeczywistości oprogramowanie urządzenia drukującego dokona interpolacji pikseli.
W zależności od urządzenia wyjściowego (monitor, drukarka, naświetlarka) przyjęto następujące wartości ppi, uznawane za wystarczające dla uzyskania ergonomicznego, niepostrzępionego obrazu:
| 72-100 ppi  | obrazy wyświetlane na monitorach i wyświetlaczach                          |
| 150-200 ppi | wydruki średniej jakości na drukarkach domowych i biurowych                |
| 300 ppi     | wydruki o jakości fotograficznej, obrazy przeznaczone do druku offsetowego |
| 400 ppi     | naświetlarki fotograficzne do uzyskiwania odbitek najwyższej jakości       |
| 250-800 ppi | obrazy na wyświetlaczach telefonów komórkowych                             |

Wzór do obliczenia PPI dla dowolnego urządzenia (komórka, tablet, monitor etc.):
{\displaystyle PPI={\frac {\sqrt {a^{2}+b^{2}}}{x}},}
gdzie:
{\displaystyle a} – rozdzielczość pozioma w pikselach,
{\displaystyle b} – rozdzielczość pionowa w pikselach,
{\displaystyle x} – długość przekątnej w calach.
Przykładowo, w przypadku monitora o długości przekątnej 24 cali i rozdzielczości 1920 × 1080 pikseli, PPI wynosi około 91,79:
{\displaystyle {\text{PPI}}={\frac {\sqrt {1920^{2}+1080^{2}}}{24}}\approx {\frac {2202.91}{24}}\approx 91.79}